# Hagenowella
Hagenowella es un género de foraminífero bentónico de la subfamilia Ataxophragmiinae, de la familia Ataxophragmiidae, de la superfamilia Ataxophragmioidea, del suborden Ataxophragmiina y del orden Loftusiida. Su especie tipo es Valvulina gibbosa. Su rango cronoestratigráfico abarca desde el Cenomaniense hasta el Maastrichtiense (Cretácico superior).

## Discusión
Clasificaciones previas incluían Hagenowella en el suborden Textulariina del orden Textulariida o en el orden Lituolida.

## Clasificación
Hagenowella incluye a las siguientes especies:
- Hagenowella elevata †
- Hagenowella gibbosa †
- Hagenowella obesa †
- Hagenowella paleocenica †
- Hagenowella sphaerica †